# آرش سیگارچی
آرش سیگارچی روزنامه‌نگار و وبلاگ نویس ایرانی است.

## فعالیت‌ها
سیگارچی حرفه روزنامه‌نگاری را در نوجوانی با نوشتن در نشریات ورزشی محلی آغاز کرد. وی هنگام تحصیل در دانشگاه تهران برای روزنامه‌های اصلاح طلب گزارش تهیه می‌کرد. در سال ۲۰۰۰ میلادی به شهر زادگاهش در شمال ایران بازگشت و در نشریه گیلان امروز به عنوان سردبیر مشغول به کار شد. در همین زمان او وبلاگ خود را با نام پنجره التهاب راه‌اندازی کرد که شامل اخبار، تفسیر و شعر می‌شد. سیگارچی با پرداختن به مسائل نقض حقوق بشر در ایران در وبلاگش در میان جامعه برخط ایران نقش برجسته‌ای یافت.
از دیگر اقدامات وی می‌توان به برگزاری کلاس‌های عملی و تئوری آموزش روزنامه‌نگاری اشاره کرد.

## دستگیری
در سال ۲۰۰۵ به دنبال سرکوب گستردهٔ مخالفین در ایران آرش سیگارچی نیز دستگیر شد. نظام ایران به صراحت دلیل محکومیت او را وبلاگ‌نویسی بیان نکرد و او به اتهام جاسوسی و فعالیت علیه امنیت ملی ابتدا به ۱۴ سال زندان محکوم شد که تحت فشار افکار عمومی این حکم به سه سال زندان تغییر کرد.
هادی قائمی عمده اتهامات وارد شده به سیگارچی را گفتگو با رادیوهای خارجی عنوان کرد. سیگارچی با گذشت یک سال از محکومیتش در زندان مبتلا به سرطان دهان شد. با بروز بیماری او مشمول مرخصی از زندان برای درمان بیماری‌اش شد. او در سال ۲۰۰۸ به ایالات متحده آمریکا رفت و توانست از آن کشور پناهندگی بگیرد.
او در سال ۲۰۰۷ برای شجاعت و فداکاری خود در رشته روزنامه‌نگاری در ایران، موفق به دریافت جایزه هلمن/همت شد.

## هم‌اکنون
وی در حال حاضر به عنوان گویندهٔ اخبار و خبرنگار تلویزیون فارسی صدای آمریکا مشغول به کار است.

## جوایز
در ماه مه ۲۰۱۲ وبلاگ وی توسط گروه داوران مسابقهٔ بهترین وبلاگ‌های دویچه‌وله، به عنوان وبلاگ برتر انتخاب شد. این برای نخستین‌بار بود که وبلاگی پارسی‌زبان برای این عنوان برگزیده می‌شد. سیگارچی در وبلاگش به مسائل سیاسی و اقتصادی ایران می‌پردازد. جایزه در ژوئن ۲۰۱۲ در بُن به سیگارچی اهدا شد.